# Tianlin
Tianlin är ett härad i Baises stad på prefekturnivå i den autonoma regionen Guangxi i sydligaste Kina.
1. ↑  http://www.geohive.com/cntry/CN-45_ext.aspx